# Phrase complexe
En grammaire, le terme phrase complexe dénomme une entité syntaxique qui réunit au moins deux phrases simples, établissant entre elles un rapport de coordination ou de subordination. Dans le deuxième cas, l’une devient ce qu’on appelle une « proposition subordonnée »,.
Dans une hiérarchie des entités syntaxiques (syntagme, phrase simple, phrase complexe), la phrase complexe est la plus étendue. Elle se caractérise par une autonomie syntaxique et d’énonciation, à la différence du syntagme et de la proposition subordonnée.

## Espèces de phrases complexes
Selon les types de rapports syntaxiques qui s’établissent entre leurs phrases composantes, il y a trois espèces de phrases complexes : formées par coordination, formées par subordination et mixtes, ces dernières comportant des rapports des deux types.

### Phrases complexes formées par coordination
Dans ce type de phrase complexe il y a au moins deux phrases simples en rapport syntaxique, sans que l’une dépende de l’autre, appelées dans ce cas « propositions » par certains grammairiens et « sous-phrases » par Grevisse et Goosse 2007. Ce sont deux phrases simples réunies, mais entre lesquelles la fusion n’est pas complète. Par exemple, les phrases simples Pierre se plaint et Jeanne est absente peuvent constituer la phrase complexe par coordination Jeanne est absente et Pierre se plaint.
Les rapports de coordination sont de plusieurs sortes, en nombres différents selon les grammairiens. Pour Grevisse et Goosse 2007, par exemple, il y en a sept : copulative (ou cumulative), disjonctive, adversative (ou oppositive), causale, conclusive (ou consécutive), transitive et copulative. Les phrases simples coordonnées par n’importe lequel de ces rapports sont reliées entre elles le plus souvent par une conjonction, ex. Je pense, donc je suis. Plus rarement, surtout les phrases à coordination copulative, sont juxtaposées : Je suis venu, j’ai vu, j’ai vaincu. En grammaire de l’anglais, de telles phrases sont appelées compound sentences, leurs propositions (ou sous-phrases) pouvant être reliées par une conjonction de coordination (ex. She wanted to play tennis, but he wanted to play basketball) ou, à l’écrit, par un point-virgule : She wanted to play tennis; he wanted to play basketball.

### Phrases complexes formées par subordination
Selon certains grammairiens, la phrase de ce type est formée d’au moins deux phrases simples dont l’une est appelée traditionnellement « proposition principale » et l’autre « proposition subordonnée », celle-ci ci étant une expansion de la première.
La phrase complexe par subordination est une fusion complète des phrases simples réunies, ex. Jeanne est absente + Pierre se plaint → Pierre se plaint que Jeanne soit absente. La proposition subordonnée a ici la fonction syntaxique de complément, de même qu’un syntagme nominal correspondant dans la phrase simple Pierre se plaint de l’absence de Jeanne.
Pour Martin Riegel et al., une proposition subordonnée est une proposition enchâssée dans une structure plus large appelée phrase matrice ou proposition principale. En d’autres termes, la phrase qui contient au moins une subordonnée est tout entière une proposition principale.
Un classement possible des subordonnées peut se faire en fonction de leur distribution dans la phrase. On en distingue en général plusieurs types :
- les propositions nominales, substantives ou complétives qui occupent la même place qu’un syntagme nominal ou qu’un pronom : Je veux qu’il vienne.
- les propositions relatives ou adjectivales qui modifient un nom : L’homme qui a appelé n’a pas donné son nom.
- les propositions circonstancielles ou adverbiales qui peuvent avoir une valeur temporelle, causale, concessive, etc. : Il m’a rendu visite quand j'étais à l’hôpital.

Selon certains linguistes, une proposition subordonnée ne peut avoir pour prédicat qu’un verbe à un mode fini (personnel) (indicatif, subjonctif, conditionnel). Pour d’autres, cela peut également être un verbe non conjugué, c’est-à-dire à un mode non fini (impersonnel). Si c’est le participe, on parlera de proposition participiale, si c’est l’infinitif – de proposition infinitive. Grevisse et Goosse considèrent que c’est possible si seulement un tel verbe a un sujet différent de celui de la principale. Exemples :
- proposition infinitive : Je vois sortir ma voisine ;
- proposition participiale : Le soir venu, nous rentrâmes.

La proposition subordonnée peut même être averbale :
L’ennemi dehors, nous respirâmes (proposition appelée « absolue ») ;
Quoique malade, Lucie a voulu nous accompagner.
La subordonnée contient parfois un élément corrélatif dans la principale. En français, un tel élément est obligatoire par exemple dans une phrase comportant une subordonnée consécutive introduite par que ou par pour que : Il pleut bien trop pour que nous puissions partir faire un pique-nique. Dans une langue comme le hongrois, les corrélatifs sont plus fréquents qu’en français et souvent obligatoires, y compris dans des cas où dans les phrases françaises équivalentes ils ne sont pas possibles, ex. Azt mesélik, hogy Kovács Jenő egyiptomi nagykövet lesz « On raconte que Jenő Kovács sera ambassadeur en Égypte » (littéralement « Cela on raconte, que… »).

### Phrases complexes mixtes
Dans de telles phrases, il y a des rapports aussi bien de coordination, que de subordination. Exemples :
- (fr) La face de ce cube est devant et je fais une rotation de 90° parce que je tourne dans le sens horaire ;

Si je fais la rotation de 90° et que je tourne dans le sens horaire, la face va être ici, mais quand je fais la rotation de 270, la face va être là ;
- (en) The bank will lend us the money providing we have something for collateral, so I asked my parents to help, although I’m not sure they will agree to « La banque va nous prêter l’argent à condition que nous ayons quelque chose comme garantie, j’ai donc demandé à mes parents de nous aider, bien que je ne sois pas sûr(e) qu’ils soient d’accord »[16] ;
- (ro) Știe1| că s-a greșit2| și că nu se poate corecta3| « Il/Elle sait1| qu’une erreur a été faite2| et qu’elle ne peut pas être corrigée3| » (la principale, 1, subordonne les propositions 2 et 3, qui sont coordonnées entre elles)[3].

L’organisation d’une telle phrase peut être plus ou moins complexe, la coordination ou la subordination peuvent y avoir des poids égaux ou différents, elle peut avoir plus ou moins de niveaux de subordination, ainsi qu’un ordre des propositions normale ou, au contraire, avec des inversions et des intercalations, en fonction de l’aspect oral ou écrit de la langue, du registre de langue et de la situation de communication.
L’ordre des propositions dépend de plusieurs facteurs, y compris de la langue en question. En français, la subordonnée se place le plus souvent après la principale. Ceci est même systématique dans le cas de certains types de subordonnées, comme la proposition de conséquence, ex. Il a mangé goulûment, de sorte qu’il a été malade. Dans le cas d’autres types de subordonnées, l’ordre peut être inverse, surtout pour les mettre en relief, ex. Aussi longtemps qu’ils ont eu besoin de nous, ils ont été très serviables. La proposition relative est souvent intercalée dans la principale, étant directement subordonnée à un mot de nature nominale, appelé « antécédent », et placée tout de suite après celui-ci, ex. Les gens qui fument s’exposent à de graves maladies.

## Incidentes et incises
Dans une phrase il peut y avoir une proposition ou une sous-phrase qui n’a pas de relation syntaxique avec le reste de la phrase. Selon Grevisse et Goosse, il peut s’agir d’une sous-phrase incidente (ex. Il est on ne peut plus aimable) ou d’une sous-phrase incise, qui indique qu’on rapporte les paroles ou les pensées de quelqu’un : – Qu’allons-nous faire, demanda-t-il ? – Rien ! Répondirent-ils.